# David Torrence (friidrottare)
David Torrence, född 26 november 1985 i Japan, död 28 augusti 2017, var en amerikansk-peruansk medel- och långdistanslöpare.
Torrence tävlade för Peru vid olympiska sommarspelen 2016 i Rio de Janeiro, där han slutade på 15:e plats på 5 000 meter.